# Petralia Soprana
Petralia Soprana – miejscowość i gmina we Włoszech, w regionie Sycylia, w prowincji Palermo.
Według danych na rok 2004 gminę zamieszkiwało 3685 osób, 65,8 os./km².